# Эскадренные миноносцы типа «Импавидо»
Тип «Импавидо» (исп. Classe Impavido) — серия итальянских эскадренных миноносцев УРО 1950-х годов. Стали первыми эсминцами УРО на вооружении ВМС Италии, представляя собой эсминцы типа «Импетуозо» с изменённым составом вооружения, прежде всего заменой кормовой 127-мм артиллерийской установки на пусковую установку ЗРК «Тартар».

## Строительство
В 1957—1964 годах были построены два корабля этого типа.

## Служба
В 1974—1977 годах оба корабля прошли модернизацию, заключавшуюся в установке более современного вооружения и радиолокаторов. Сняты с вооружения эсминцы типа «Импавидо» были в 1991—1992 годах, когда в строй вступили современные эсминцы типа «Луиджи Дуранд де ла Пенне», предназначенные для их замены.

## Представители
| Название            | Номер | Судоверфь         | Закладка     | Спуск на воду   | Вступление в строй | Судьба                            |
| ------------------- | ----- | ----------------- | ------------ | --------------- | ------------------ | --------------------------------- |
| Импавидо Impavido   | D 570 | CNR, Рива Тригоза | 10 июня 1957 | 25 мая 1962     | 16 ноября 1963     | снят с вооружения 30 июня 1992    |
| Интрепидо Intrepido | D 571 | Ansaldo           | 16 мая 1959  | 21 октября 1962 | 28 июля 1964       | снят с вооружения 31 августа 1991 |